# Angamuco
 (mars 2020).
Angamuco est une ancienne cité tarasque, située dans l'actuel État mexicain de Michoacán (centre-ouest du Mexique), qui fut habitée par les Purépechas jusqu'à la fin de la période postclassique (vers 1530) et redécouverte par les archéologues en 2009. Elle est située à environ  9 km au sud-est de Tzintzuntzan, dans le bassin du lac de Pátzcuaro. Sa construction par les Purépechas a débuté au Xe siècle, même si son territoire était occupé au moins dès le IVe siècle de notre ère. La ville a été bâtie sur un relief volcanique appelé malpaís.
Des recherches au lidar ont montré que la cité avait une superficie d'environ 26 km2 (soit deux fois la taille de la capitale Tzintzuntzan) et qu'elle abritait près de 100 000 personnes durant son apogée à la période postclassique, de 1000 à 1350. La ville contenait environ 40 000 bâtiments.